# Ptecticus tricolor
Ptecticus tricolor är en tvåvingeart som beskrevs av Wulp 1904. Ptecticus tricolor ingår i släktet Ptecticus och familjen vapenflugor. Inga underarter finns listade i Catalogue of Life.